# لیگ آزادگان ۰۴–۱۴۰۳
لیگ آزادگان ۱۴۰۴–۱۴۰۳ سی و چهارمین فصل لیگ آزادگان و بیست و چهارمین فصل این مسابقات است که از سال تأسیس آن (۱۳۷۰) است. این لیگ از سال ۱۳۸۰ به عنوان سطح فوتبال ایران درحال برگزاری است.

## تیم‌های حاضر
فصل با حضور ۱۱ تیم از لیگ آزادگان ۰۳–۱۴۰۲ و دو تیم سقوط کرده از لیگ برتر فوتبال ایران ۰۳–۱۴۰۲(صنعت نفت و پیکان) همچنین سه تیم جدید صعودی از لیگ دسته دوم فوتبال ایران ۰۳–۱۴۰۲(نیرو زمینی قهرمان لیگ دو و کویر مقوا نایب قهرمان لیگ دو و شهرداری نوشهر برنده مسابقه حذفی لیگ دو)  قرار بود برگزار شود ولی
باشگاه فوتبال کویر مقوا با واگذاری مجوز حضور خود به باشگاه بعثت کرمانشاه جای خود را به بعثت داد. و همچنین باشگاه فوتبال استقلال ملاثانی نیز مجوز حضور در لیگ آزادگان را به باشگاه فوتبال پالایش نفت بندرعباس واگذار کرد.
| صعود ازلیگ دسته دوم فوتبال ایران ۰۳–۱۴۰۲ | سقوط به لیگ آزادگان ۰۴–۱۴۰۳ از لیگ برتر فوتبال ایران ۰۳–۱۴۰۲                                                          |
| --- | --- |
| تیم‌های جدید | |
| نیرو زمینی (برای چهارمین بار در تاریخ خود صعود کرد) بعثت کرمانشاه (برای اولین بار در تاریخ خود صعود کرد) شهرداری نوشهر (برای اولین بار در تاریخ خود صعود کرد) پالایش نفت بندرعباس | صنعت نفت (سقوط پس از هشت فصل حضور در لیگ برتر) پیکان (سقوط پس از هشت فصل حضور در لیگ برتر)                            |
| سقوط به لیگ دسته دوم فوتبال ایران ۰۴-۱۴۰۳ | صعود به لیگ برتر فوتبال ایران ۰۴–۱۴۰۳                                                                                 |
| تیم‌های فصل پیش | |
| خوشه طلایی شاهین بندر عامری دریا کاسپین بابل استقلال ملاثانی | خیبر خرم‌اباد (برای اولین بار در تاریخ خود به لیگ برتر صعود کرد) چادرملو اردکان (برای اولین بار در تاریخ خود صعود کرد) |

| نام تیم             | سرمربی          | نام تیم        | سرمربی            |
| ------------------- | --------------- | -------------- | ----------------- |
| آریو اسلامشهر       | وحید بیاتلو     | بعثت کرمانشاه  | فرشید استحقاری    |
| پالایش نفت بندرعباس | عبدالله ویسی    | پارس جنوبی جم  | مهدی رجب‌زاده      |
| پیکان               | سیروس دین‌محمدی  | سایپا          | ابراهیم صادقی     |
| شهر راز             | داوود مهابادی   | صنعت نفت       | فراز کمالوند      |
| مس سونگون ورزقان    | علی‌اصغر کلانتری | مس شهر بابک    | محمود فکری        |
| مس کرمان            | فرزاد حسین‌خانی  | نفت مسجدسلیمان | ابراهیم اشکش      |
| نفت و گاز گچساران   | عبدالصمد مرفاوی | نیرو زمینی     | فرشاد پیوس        |
| شهرداری نوشهر       | رضا ربیعی       | فجر سپاسی      | پیروز قربانی      |
| داماش گیلان         | علی نظرمحمدی    | شهرداری آستارا | سیدمهدی حسینی نسب |

### ظرفیت تماشاگر ورزشگاه تیم‌ها
| تیم               | شهر          | ظرفیت  | ورزشگاه             |
| ----------------- | ------------ | ------ | ------------------- |
| سایپا تهران       | تهران        | ۸٬۲۵۰  | دستگردی تهران       |
| آریو اسلامشهر     | اسلامشهر     | ۷٬۰۰۰  | امام خمینی اسلامشهر |
| بعثت کرمانشاه     | کرمانشاه     | ۱٬۰۰۰  | آزادی کرمانشاه      |
| نیرو زمینی        | تهران        | ۲٬۵۰۰  | غدیر                |
| صنعت مس سونگون    | ورزقان       | ۱۲٬۰۰۰ | قاسم سلیمانی        |
| صنعت مس کرمان     | کرمان        | ۳۰٬۰۰۰ | شهدای مس کرمان      |
| صنعت مس شهربابک   | شهربابک      | ۵٬۰۰۰  | شهدای شهربابک       |
| نفت مسجد سلیمان   | مسجد سلیمان  | ۸٬۰۰۰  | محمدی مسجدسلیمان    |
| پارس جنوبی جم     | بوشهر        | ۱۵٬۰۰۰ | تختی جم             |
| نفت و گاز گچساران | گچساران      | ۷٬۰۰۰  | شهدای نفت گچساران   |
| صنعت نفت          | آبادان       | ۸٬۰۰۰  | تختی                |
| شهر راز           | شیراز        | ۲۰٬۰۰۰ | حافظیه شیراز        |
| پیکان             | تهران        | ۲۵٬۰۰۰ | شهر قدس             |
| پالایش نفت        | بندرعباس     | ۱۰٬۰۰۰ | خلیج فارس           |
| داماش گیلان       | رشت          | ۱۵٬۰۰۰ | عضدی رشت            |
| شهرداری آستارا    | آستارا       | ۵٬۰۰۰  | وحدت آستارا         |
| فجر سپاسی شیراز   | شیراز        | ۵۰٬۰۰۰ | پارس شیراز          |
| شهرداری نوشهر     | نوشهر        | ۴٬۰۰۰  | شهدای نوشهر         |
| دریا کاسپین بابل  | شهرستان بابل | ۱۰۰۰۰  | هفت تیر بابل        |

### شمار تیم‌ها در هر استان
| استان                     | شمار تیم‌ها | تیم‌ها                                   |
| ------------------------- | ---------- | --------------------------------------- |
| استان خوزستان             | ۲          | نفت مسجد سلیمان، صنعت نفت               |
| استان کرمان               | ۲          | مس شهربابک، صنعت مس کرمان               |
| استان بوشهر               | ۱          | پارس جنوبی جم                           |
| استان تهران               | ۴          | سایپا، آریو اسلامشهر، نیرو زمینی، پیکان |
| استان آذربایجان شرقی      | ۱          | مس سونگون ورزقان                        |
| استان کهگیلویه و بویراحمد | ۱          | نفت و گاز گچساران                       |
| استان فارس                | ۲          | شهر راز، فجر سپاسی                      |
| استان گیلان               | ۲          | شهرداری آستارا، داماش گیلان             |
| استان مازندران            | ۱          | شهرداری نوشهر                           |
| استان کرمانشاه            | ۱          | بعثت کرمانشاه                           |
| استان هرمزگان             | ۱          | پالایش نفت بندرعباس                     |

## جدول لیگ
| رتبه | تیم            | بازی | برد | مساوی | باخت | گل زده | گل خورده | گل تفاضل | امتیاز | صعود یا سقوط                          |
| ---- | -------------- | ---- | --- | ----- | ---- | ------ | -------- | -------- | ------ | ------------------------------------- |
| ۱    | فجر سپاسی      | ۳۴   | ۱۹  | ۹     | ۶    | ۳۹     | ۱۷       | ۲۲+      | ۶۶     | صعود به لیگ برتر فوتبال ایران ۰۵–۱۴۰۴ |
| ۲    | پیکان          | ۳۴   | ۱۶  | ۱۳    | ۵    | ۴۳     | ۲۱       | ۲۲+      | ۶۱     | صعود به لیگ برتر فوتبال ایران ۰۵–۱۴۰۴ |
| ۳    | سایپا          | ۳۴   | ۱۷  | ۹     | ۸    | ۳۴     | ۲۳       | ۱۱+      | ۶۰     |                                       |
| ۴    | صنعت نفت       | ۳۴   | ۱۵  | ۱۴    | ۵    | ۲۸     | ۱۵       | ۱۳+      | ۵۹     |                                       |
| ۵    | آریو اسلامشهر  | ۳۴   | ۱۴  | ۱۶    | ۴    | ۳۳     | ۱۸       | ۱۵+      | ۵۸     |                                       |
| ۶    | پارس جنوبی جم  | ۳۴   | ۱۴  | ۱۱    | ۹    | ۴۰     | ۳۰       | ۱۰+      | ۵۳     |                                       |
| ۷    | مس شهربابک     | ۳۴   | ۱۲  | ۱۳    | ۹    | ۳۴     | ۲۶       | ۸+       | ۴۹     |                                       |
| ۸    | شهرداری نوشهر  | ۳۴   | ۱۲  | ۱۰    | ۱۲   | ۳۷     | ۳۲       | ۵+       | ۴۶     |                                       |
| ۹    | پالایش نفت     | ۳۴   | ۱۰  | ۱۲    | ۱۲   | ۳۲     | ۳۰       | ۲+       | ۴۲     |                                       |
| ۱۰   | بعثت کرمانشاه  | ۳۴   | ۹   | ۱۵    | ۱۰   | ۲۶     | ۲۵       | ۱+       | ۴۲     |                                       |
| ۱۱   | مس کرمان       | ۳۴   | ۸   | ۱۸    | ۸    | ۲۳     | ۲۱       | ۲+       | ۴۲     |                                       |
| ۱۲   | نفت گچساران    | ۳۴   | ۱۰  | ۱۲    | ۱۲   | ۲۷     | ۲۸       | ۱−       | ۴۲     |                                       |
| ۱۳   | نیرو زمینی     | ۳۴   | ۷   | ۱۶    | ۱۱   | ۲۰     | ۲۳       | ۳−       | ۳۷     |                                       |
| ۱۴   | مس سونگون      | ۳۴   | ۷   | ۱۵    | ۱۲   | ۳۴     | ۴۱       | ۷−       | ۳۶     |                                       |
| ۱۵   | داماش گیلان    | ۳۴   | ۶   | ۱۶    | ۱۲   | ۲۰     | ۳۹       | ۱۹−      | ۳۴     |                                       |
| ۱۶   | نفت مسجد‌سلیمان | ۳۴   | ۶   | ۱۵    | ۱۳   | ۲۹     | ۳۶       | ۷−       | ۳۳     | سقوط به لیگ ۲                         |
| ۱۷   | شهر‌ راز        | ۳۴   | ۷   | ۱۲    | ۱۵   | ۲۷     | ۳۴       | ۷−       | ۳۲     | سقوط به لیگ ۲                         |
| ۱۸   | شهرداری آستارا | ۳۴   | ۰   | ۸     | ۲۶   | ۱۴     | ۸۱       | ۶۷−      | ۸      | سقوط به لیگ ۲                         |

1. ↑  کمیته انظباطی یک امتیاز از شهرراز کسر کرده است.[۱۵]

## کسر امتیاز

### نفت مسجد سلیمان
کمیته انضباطی فدراسیون فوتبال به دلیل تخلف باشگاه نفت مسجد سلیمان در خصوص مطالبه وجه مسعود پورمحمد، یک امتیاز از این تیم کسر کرد.
پس از پرداخت مطالبات مسعود پورمحمد و ارائه مدارک به کمیته انضباطی امتیاز باشگاه نفت مسجدسلیمان به این تیم بازگشت.

### شهرراز شیراز
کمیته انضباطی فدراسیون فوتبال به دلیل تخلف باشگاه شهرراز شیراز در خصوص مقصر بود در نیمه تمام ماندن بازی در هفته دوازدهم لیگ مقابل باشگاه سایپا به کسر یک امتیاز جریمه کرد.

### داماش گیلان
کمیته انضباطی فدراسیون فوتبال به دلیل تخلف باشگاه نفت مسجد سلیمان در خصوص مطالبه وجه محمود خرمزی مربی سابق تیم داماش گیلان، یک امتیاز از این تیم کسر کرد. به دلیل پرداخت مطالبات محمود خرمزی، امتیاز داماش برگشت.

## یادداشت
1. ↑  این تیم به دلیل تخلف شرط‌بندی توسط کمیته انظباطی به سقوط به یک دسته پایین‌تر فارغ از نتیجه اکتسابی در پایان فصل محکوم شده است
2. ↑  باشگاه بعثت با خرید امتیاز کویر مقوا مجوز حضور در لیگ یک را کسب کرد
3. ↑  باشگاه پالایش نفت با خرید امتیاز استقلال ملاثانی مجوز حضور در لیگ یک را کسب کرد
4. ↑  پس از سه فصل با واگزاری امتیاز از لیگ یک کنار رفت
5. ↑  این باشگاه یک بار در جام قدس ۶۹–۱۳۶۸، موفق به حضور در بالاترین سطح فوتبال ایران شده است.[۱۳][۱۴]